# Long Ball to No One
Long Ball to No One è un EP degli Snuff pubblicato nel 1996.

## Tracce
1. Caught In Session – 2:07
2. Dow Dow Boof Boof – 2:50
3. Nick Northern – 3:16
4. Walk – 1:52